# Spolkové ústředí pro politické vzdělávání
Spolkové ústředí pro politické vzdělávání (Bundeszentrale für politische Bildung) je instituce německého Spolkového ministerstva vnitra založená 25. listopadu 1952. Její úlohou je podporovat demokratickou uvědomělost obyvatelstva a jeho politickou participaci. Dosahuje toho vydáváním publikací, přednáškami, různými pořady v médiích a podobně.